# Leptodactylon
Leptodactylon é um género botânico pertencente à família Polemoniaceae.
1. ↑  «Leptodactylon — World Flora Online». www.worldfloraonline.org. Consultado em 19 de agosto de 2020